# What I Did on My Summer Vacation and Other Stories
What I Did on My Summer Vacation and Other Stories is de eerste aflevering van het vijfde seizoen van het tienerdrama Beverly Hills, 90210, die voor het eerst werd uitgezonden op 7 september 1994.

## Verhaal
Brandon gaat met zijn ouders naar het vliegveld om een nieuwe huisgenoot op te halen, omdat Brenda niet terugkomt uit Londen. Het betreft Valerie Malone, een dochter van goede vrienden van de familie uit Buffalo. De vader van Valerie heeft zelfmoord gepleegd en daarom vindt de moeder het beste dat Valerie bij hen gaat wonen om tot rust te komen. Op het vliegveld komt Brandon David tegen die terug is van zijn vakantie. Het vliegtuig van Valerie heeft flinke vertraging en daarom ziet Brandon kans om Steve op te wachten die terugkomt van Hawaï. Daar heeft hij zijn vakantie gevierd met Celeste. Steve vertelt dat het uit is met Celeste en heeft daar ook flink nagedacht. Zijn conclusie is dat hij nu zijn pijlen zet op Kelly, niet wetende dat zij nu een relatie heeft met Brandon. Brandon hoort dit aan en beseft dat hij nu in een lastige situatie zit.
Dylan heeft zijn zomer doorgebracht in Mexico, helemaal bankroet en depressief. Als hij terug is in zijn huis ligt er een stapel post en berichten op zijn antwoordapparaat met allemaal berichten voor geld en ook een bericht van Brenda die vertelt dat ze daar blijft. Hij is daar teleurgesteld over en denkt terug aan zijn tijd met Kelly en voelt nog steeds iets voor haar, niet wetende dat ze nu met Brandon gaat.
Andrea mag eindelijk naar huis met Hannah, ze is nu een gezonde baby. Jesse heeft nu een baan in een bar als barkeeper, dit omdat dit meer verdient en ze kunnen het geld goed gebruiken.
David vertelt aan Kelly hoe zijn vakantie is gegaan. Hij ging met Babyface mee op tournee in Japan samen met Ariel. David en Ariel hebben het fantastisch samen maar als Babyface zonder David verdergaat wordt David snel daarna gedumpt door Ariel, David met een geslachtsziekte achterlatend. Maar hij ziet het weer zonnig in nu hij een studentenkamer heeft en een nieuwe auto van zijn opa heeft gekregen.
De groep geeft een feestje ter ere voor Valerie bij Brandon thuis. Daar krijgen Steve en Donna ook te horen dat Brandon en Valerie een relatie hebben. Steve is zeer teleurgesteld maar als hij Valerie ziet dan is hij dit snel vergeten. Ze gaan met zijn allen de stad in om Valerie een beetje van hun leven te laten proeven. Donna komt daar David tegen, terwijl ze dacht dat zij over hem heen was blijkt dit niet zo te zijn. Iedereen vindt Valerie een leuke meid, maar als zij ’s avonds met een vriendin uit Buffalo belt dan zien we haar een joint roken en roddelen over de groep en mensen uit Beverly Hills.
N.B. Dit is de eerste aflevering van Tiffani Thiessen als Valerie Malone

## Rolverdeling
- Jason Priestley - Brandon Walsh
- Jennie Garth - Kelly Taylor
- Ian Ziering - Steve Sanders
- Gabrielle Carteris - Andrea Zuckerman
- Luke Perry - Dylan McKay
- Brian Austin Green - David Silver
- Tori Spelling - Donna Martin
- Tiffani Thiessen - Valerie Malone
- Carol Potter - Cindy Walsh
- James Eckhouse - Jim Walsh
- Joe E. Tata - Nat Bussichio
- Mark D. Espinoza - Jesse Vasquez
- Stephanie Beacham - Iris McKay (stem)
- Howie Long - Zichzelf